# 플로렌스 리 (1888년)

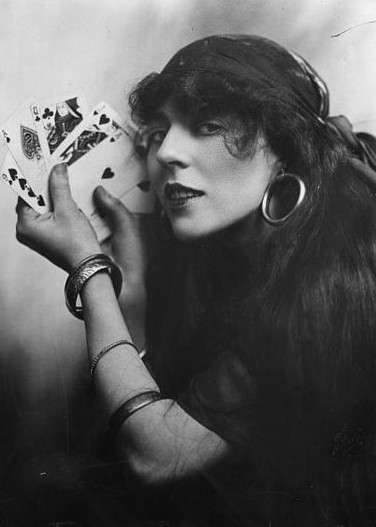

플로렌스 리(Florence Lee, 1888년 3월 12일 ~ 1962년 9월 1일)(74세)는 미국의 각본가, 연극 배우, 영화배우이다.
할리우드에서 사망하였다.